# Spoofing
Spoofing (av engelskans spoof, parodi som intill förväxling liknar förebild) åsyftar användning av förfalskad eller lånad identitet på internet eller telefoni, ofta i bedrägligt syfte. Exempel på tillämpningar är:
- falsk webbplats som imiterar en annan webbplats utformning, ofta ett känt företags namn för lösenordsfiske (nätfiske, phishing), det vill säga i syfte att lura besökare att uppge känsliga personliga uppgifter såsom kontonummer eller lösenord.
- satirsajt eller hoax, parodi på ett företags eller en organisations webbsida, ofta som skämt eller förlöjligande
- bluffmejl med förfalskad avsändaradress eller avsändaridentitet, ofta spam eller lösenordsfiske.
- media med imiterat innehåll som sprids av upphovsrättsinnehavares organisationer i syfte att stävja piratkopiering.
- dataintrång genom adressförfalskning

Svenska datatermgruppen rekommenderar att ordet spoofing, och försvenskningar såsom spoofa och spoofning, ersätts med omskrivning på svenska, exempelvis en falsk webbplats eller förfalskad e-post.

## Exempel på svenska satirsajter
En rad satiriska falska webbplatser, exempelvis bloggar och webbtidningar, har gett upphov till vandringssägner och ibland även lyckats lura seriösa tidningar att kritisera dem. Svenskspråkiga exempel:
- Akademikern[4]
- Dagens Svenskbladet[5]
- Nyheterna Sverige[6]
- Storken nyheter[7]
- Sundsvallsbladet[8]
- Kuriosakuriren[9]
- Svensk-Finska Församlingen Sundsvall

Det finns varningslistor över falska webbplatser.

## Adressförfalskningsattack

Man-in-the-middle-attack baserad på Mac-adressförfalskning (MAC Spoofing) genom ARP poisoning.

En spoofingattack är en metod för dataintrång, där angriparen maskerar sig genom att lura ett datasystem eller en användare att tro att anropet kommer från ett annat datasystem än det faktiskt gör.
Spoofing kan exempelvis användas för en man-in-the-middle-attack. En sådan attack innebär att någon får datorerna som tror sig kommunicera med varandra att i själva verket kommunicera med den som genomför attacken. Av kommunikationspaketen skickas en del vidare oförändrade, medan andra kan ändras, bytas ut eller lämnas oförmedlade, och egna paket kan läggas in.
Falska webbsidor används främst för att lura av internetanvändare personliga uppgifter som lösenord, koder och kortuppgifter. De kan också användas för att få offret att ladda hem spionprogram och annan skadlig kod. Bedrägerier via falska webbsidor och webbplatser omsätter miljontals svenska kronor varje år.
Exempel på olika former av adressförfalskning nedan:

### URL-förfalskning
URL-förfalskning (engelska: spoofed URL) innebär att en bluffwebbplats använder en liknande webbadress som förlagan, exempelvis baserat på liknande eller identiska tecken, eller motsvarande adress med annan toppdomän. Om den grafiska profilen på webbplatsen även liknar den äkta förlagan är det inte ovanligt att internetanvändare blir lurade. Bedragare kan väldigt enkelt skapa webbsidor som ser ut som en bank, myndighet eller ett välkänt företags webbsida.
Det kändaste exemplet torde vara whitehouse.com, som ofta skrevs in som webbadress av personer som avsåg whitehouse.gov, USA:s presidents officiella webbplats. Andra varianter kunde vara nordeaservice.se istället för nordea.se. Möjligheten att använda liknande tecken är stor om tecken ur olika alfabet tillåts, till exempel är kyrilliska е till utseendet identiskt med latinska e och grekiska γ mycket nära latinska y (domännamn med tecken ur olika alfabet är för det mesta otillåtna av denna anledning), men också i samma alfabet kan olika tecken vara svåra att skilja åt (redan í och i är snarlika, ibland t.o.m. sådant som m och rn). I vissa fall har även den URL som webbläsaren uppvisar kunnat förfalskas genom att utnyttja säkerhetshål som förekommit i webbläsare som inte helt förstått webbadressers syntax. Också då webbläsaren visar hela adressen som sådan kan användaren missförstå vart adressen leder. Då webbadresserna infördes tilläts en syntax med lösenord: http://användare:lösenord@värd/sökstig. I attacken användes http://känd:webbplats@skurkwebbplats.example/sökstig. Då den egentliga webbplatsens namn uppfattades som domännamn förstod inte användaren att adressen ledde fel. Eftersom det är lätt att skapa adresser som är snarlika en legitim adress är det farligt att klicka en bekant adress i ett skumt e-brev, i vissa fall till och med i sökresultat. Attacker av denna typ kan avvärjas genom att man själv skriver in adressen åtminstone fram till domännamnets slut, eller använder pålitliga länkar.
Det är också möjligt att använda säkerhetsbrister i domännamnssystemet, så att rätt webbadress och domännamn leder till fel dator (eng. DNS spoofing). Enda skyddet mot denna typ av attacker är digitala certifikat, vilka förutsätts då webbadresser inleds med "https". Certifikatet garanterar dock inte att webbplatsen är trygg, endast att den tillhör den instans den sägs tillhöra, också det förutsatt att utfärdaren av certifikatet kontrollerat saken tillräckligt noga.
Det vanligaste sättet att hamna på falska webbsidor är att klicka på länkar i bluffmejl, bluff-sms eller falska annonser. Internetanvändare uppmanas att tänka kritiskt och vara uppmärksamma på huvuddomänen i webbadressen, språk och utformning av en webbplats för att undvika att bli lurade.

### IP-adressförfalskning
IP-adressförfalskning (engelska: IP spoofing) innebär att man använder en annan IP-adress än sin egen som avsändaradress, ofta från ett nät angriparen inte är ansluten till. Metoden används ofta vid Denial of Service-attacker, något som också utnyttjas för att upptäcka och förhindra sådana attacker. Ofta kontrollerar brandväggar att paket utifrån har en avsändaradress som inte tillhör intranätet. Om angriparen inte kan avlyssna det lokala nätet kommer svarspaketen inte att kunna utnyttjas, då de styrs till adressens legitima innehavare, men ibland kan svaren gissas och en session på så sätt etableras.

### MAC-adressförfalskning
MAC-adressförfalskning (engelska: MAC spoofing) innebär att annan hårdvaruadress (MAC-adress) används än den som tillverkaren har lagrat i nätverkskortet, exempelvis i syfte att ta sig in på ett nätverk där man begränsat vilka datorer eller apparater som har tillgång till nätet. De legitima användarna känns ofta igen på MAC-adressen, till exempel vid utdelning av IP-adresser med DHCP.
Ett annat sätt att använda förfalskade MAC-adresser är ARP poisoning, där man ser till att datorers (eller switchars) ARP-tabeller innehåller felaktiga översättningar mellan IP-adress och MAC-adress till följd av att angriparen sänder felaktiga svar på ARP-förfrågningar (förfrågningar som ställs till alla datorer på nätet om vilken dator som har en viss IP-adress och vilken MAC-adress denna motsvarar). Genom denna attack kan man styra en annan dators trafik via sin egen.

## Inom telefoni

### Förfalskat uppringande telefonnummer
Det finns tjänster på nätet för ringa telefonsamtal så att nummerpresentatörer visar ett fingerat uppringande telefonnummer (engelska: Caller ID spoofing eller Number spoofing). Mottagaren kan kontrollera detta genom att be att få motringa.

### SMS-förfalskning
SMS-förfalskning (engelska: SMS spoofing) använder SMS (short message service), som finns på de flesta mobiltelefoner och handdatorer, för att dölja vem meddelandet kommer från, genom att ersätta det ursprungliga mobilnumret med alfanumerisk text.[källa behövs]

### Fotnoter
1. ↑  ”Telefonbedrägerier (spoofing)”. Post- och telestyrelsen. 14 maj 2024. https://pts.se/internet-och-telefoni/sakerhet-och-skydd-av-uppgifter/telefonbedragerier/. Läst 17 augusti 2024.
2. ↑  Viralgranskarens varningslista Arkiverad 20 februari 2016 hämtat från the Wayback Machine., Metro, 2014-05-25, läst 2015-01-12
3. ↑   Lärarnas nyheter: Hur lättlurad är du Arkiverad 12 januari 2015 hämtat från the Wayback Machine. - 2010-09-22
4. ↑  http://www.akademikern.com/
5. ↑  http://www.svenskbladet.se/
6. ↑  ”Arkiverade kopian”. Arkiverad från originalet den 12 januari 2015. https://web.archive.org/web/20150112200304/http://nyheternasverige.se/. Läst 12 januari 2015.
7. ↑  ”Arkiverade kopian”. Arkiverad från originalet den 12 januari 2015. https://web.archive.org/web/20150112200451/http://www.storkensnyheter.com/. Läst 12 januari 2015.
8. ↑  ”Arkiverade kopian”. Arkiverad från originalet den 26 februari 2019. https://web.archive.org/web/20190226065830/http://www.sundsvallsbladet.se/. Läst 6 november 2019.
9. ↑  ”Kuriosakuriren”. Kuriosakuriren. Arkiverad från originalet den 31 januari 2018. https://web.archive.org/web/20180131081112/https://www.kuriosakuriren.se/. Läst 30 januari 2018.
10. ↑  Viralgranskarens varningslista - svenska bluffwebbplatser Arkiverad 20 februari 2016 hämtat från the Wayback Machine., tidningen Metro
11. ↑  Hoax slayer - lista över bluffwebbplatser Arkiverad 3 mars 2017 hämtat från the Wayback Machine., läst 2017-02-23
12. 1 2 3  ”Skydda dig mot falska webbsidor”. Internetkunskap. Internetstiftelsen. https://internetkunskap.se/snabbkurser/falska-sajter-och-annonser/skydda-dig-mot-falska-webbsidor/. Läst 14 oktober 2022.